# Максимальный устойчивый ветер
Максимальный устойчивый ветер, связанный с тропическим циклоном, является общим показателем интенсивности шторма. Внутри зрелого тропического циклона он находится в пределах глаза бури на расстоянии, определяемом как радиус максимального ветра, или RMW. В отличие от порывов, значение этих ветров определяется путем их выборки и усреднения результатов выборки за период времени. Измерение ветра стандартизировано по всему миру и учитывает скорость ветра на высоте 10 метров над поверхностью Земли, а максимальный устойчивый ветер представляет собой самое высокое среднее значение скорости ветра в течение промежутка времени — либо одной минуты (в США), либо десяти минут (см. определение ниже), — достигнутое в любом месте тропического циклона. Приземные ветры не используются, так как они сильно изменчивы из-за трения между атмосферой и поверхностью Земли, а также, в случае суши, вблизи холмов и гор.
Спутниковые изображения над океаном определяют величину максимально устойчивых ветров в тропическом циклоне. Это количество также может быть оценено с помощью разведывательных наблюдений на суше, кораблях, самолётах и радиолокационных изображений, если таковые имеются. Это значение помогает определить ущерб, ожидаемый от тропического циклона, с помощью таких шкал, как шкала Саффира — Симпсона.
Максимальный устойчивый ветер обычно возникает на расстоянии от центра, известном как радиус максимального ветра, в пределах окуляра зрелого тропического циклона, прежде чем ветры уменьшаются на более удаленных расстояниях от центра тропического циклона. Большинство метеорологических агентств используют определение устойчивых ветров, рекомендованное Всемирной метеорологической организацией (ВМО), в котором указано измерение ветра на высоте 10 метров (33 фута) в течение 10 минут с последующим вычислением среднего значения. Однако Национальная метеорологическая служба США определяет устойчивые ветры в тропических циклонах путем усреднения значений ветра за период в одну минуту, измеренных на той же высоте 10 метров (33 фута). Это важное различие, поскольку значение наивысшего продолжительного ветра за одну минуту примерно на 14 % больше, чем за десятиминутный устойчивый ветер за тот же период.
В большинстве бассейнов тропических циклонов использование спутниковой техники Дворжака является основным методом, используемым для определения максимально устойчивых ветров тропических циклонов. Степень спиральной полосы и разница в температуре между глазом и глазной стенкой используется в методике для определения максимального устойчивого ветра и давления. Значения центрального давления для их центров низкого давления являются приблизительными. Интенсивность приведенных в качестве примера ураганов определяется как временем выхода на сушу, так и максимальной интенсивностью. Отслеживание отдельных облаков на мельчайших спутниковых изображениях может быть использовано в будущем для оценки скорости приземного ветра для тропических циклонов.
Также используются судовые и наземные наблюдения, если они доступны. В бассейнах Атлантического океана, а также в бассейнах Центральной и Восточной части Тихого океана разведывательные самолёты по-прежнему используются для полетов через тропические циклоны для определения ветра на эшелоне полета, который затем может быть скорректирован для получения достаточно надежной оценки максимально устойчивых ветров. Уменьшение на 10 процентов ветров, отобранных на эшелоне полета, используется для оценки максимально устойчивых ветров у поверхности, которая была определена в течение последнего десятилетия с помощью GPS dropwindsondes. Доплеровский метеорологический радар может использоваться таким же образом для определения приземных ветров с тропическими циклонами вблизи суши.
Трение между атмосферой и поверхностью Земли вызывает уменьшение ветра у поверхности Земли на 20 %. Шероховатость поверхности также приводит к значительным колебаниям скорости ветра. Над сушей ветер усиливается на холмах или горных гребнях, а укрытие ведет к снижению скорости ветра в долинах и подветренных склонах. По сравнению с водой, максимально продолжительный ветер над сушей в среднем на 8 % меньше. частности, над городом или пересеченной местностью эффект градиента ветра может вызвать снижение скорости геострофического ветра на высоте от 40 % до 50 % ; на открытой воде или льду снижение составляет от 10 % до 30 %.